# Jaime de Ojeda y Eiseley
Jaime de Ojeda y Eiseley es un diplomático español retirado.
En 1958 fue profesor de derecho político de la Universidad Complutense de Madrid y entró al servicio de la exterior.
Estudió en el Centro Superior de Estudios de la Defensa Nacional.
De 1962 a 1969 fue empleado en Washington, D C.
De 1973 a 1976 fue consejero de embajada en Beijing. 
De 1976 a 1979 fue cónsul general en Hong Kong y Macao.
De 1979 a 1980 fue Fellow de la Weatherhead Center for International Affairs.
Del 22 de enero de 1983 a 1985 fue representante permanente ante el Consejo del Atlántico Norte.  
El 17 de abril de 1990 fue designado embajador en Washington, D C donde quedó acreditado del 29 de mayo de 1990 a junio de 1996.
De 1997 a 1998 se dedicó a Relaciones públicas de Relaciones Exteriores.